# Château du Fôt
Ne doit pas être confondu avec Château de la Fôt.
Le château du Fôt est un château français situé dans la commune de Saint-Amand, dans le département de la Creuse, en région Nouvelle-Aquitaine.

## Présentation
Le château du Fôt est un château d'origine médiévale, situé au lieu-dit le Fôt, à environ trois kilomètres au nord-est d'Aubusson, sur l'axe historique allant du sud creusois à Guéret et La Souterraine. 
Il est visible depuis la route départementale 990 qui contourne Aubusson par l'est.

## Historique
Bien que d'origine médiévale, la bâtisse visible au XXIe siècle date en grande partie d'une reconstruction du début du XXe siècle. Antoine Jorrand (1864-1933), propriétaire de la manufacture des Tapisseries Croc-Jorrand, fut son propriétaire. Il le fit restaurer de 1900 à 1921. Une seconde restauration fut effectuée à partir des années 2000.
Le château a été représenté dans une gouache en 1935 par Maurice Utrillo.

## Architecture
Le château a été remonté selon les principes de Viollet-le-Duc.

## Galerie

Le château du Fôt peint par Maurice Utrillo (1935).
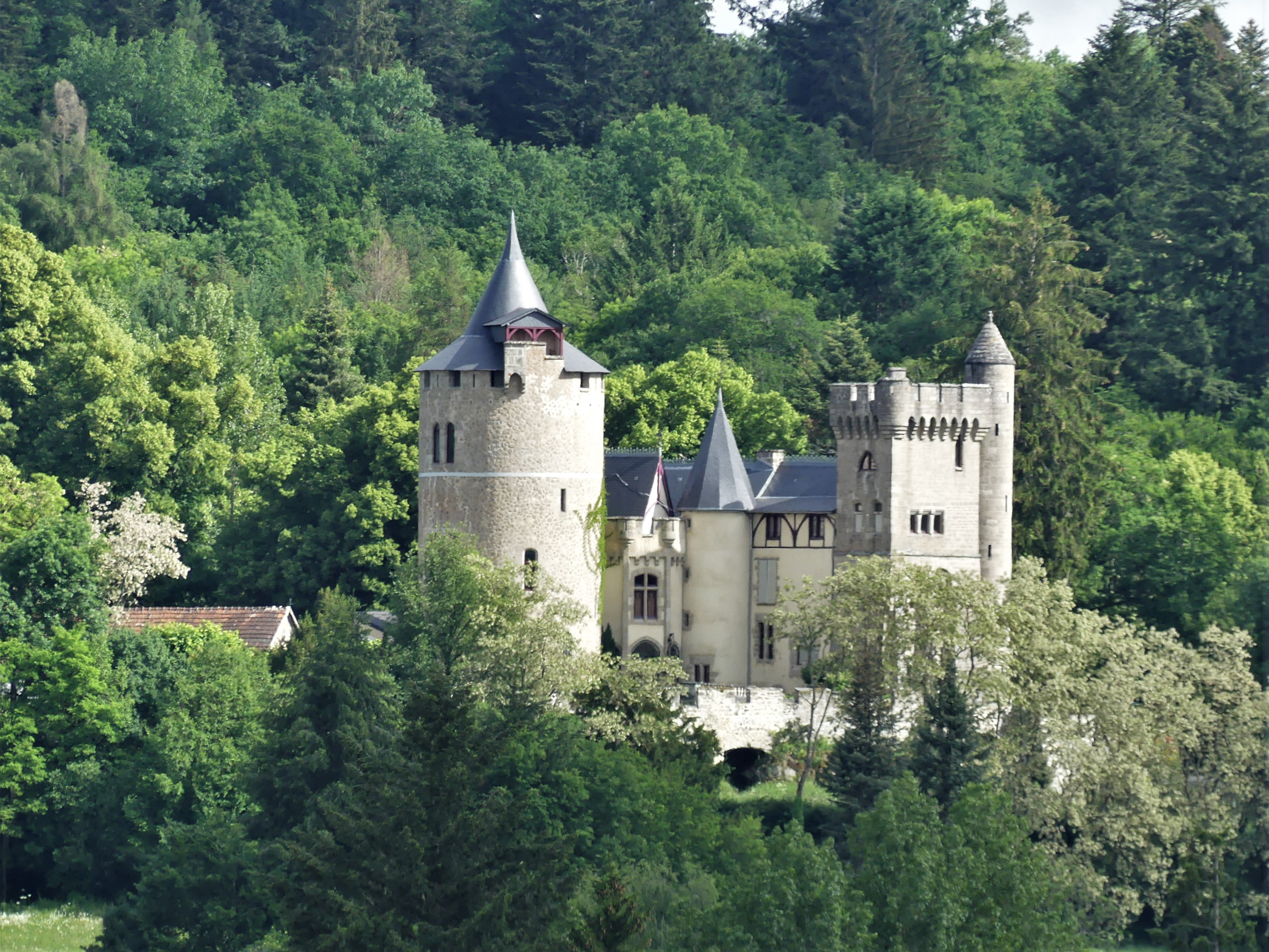
Vue générale (mai 2018).
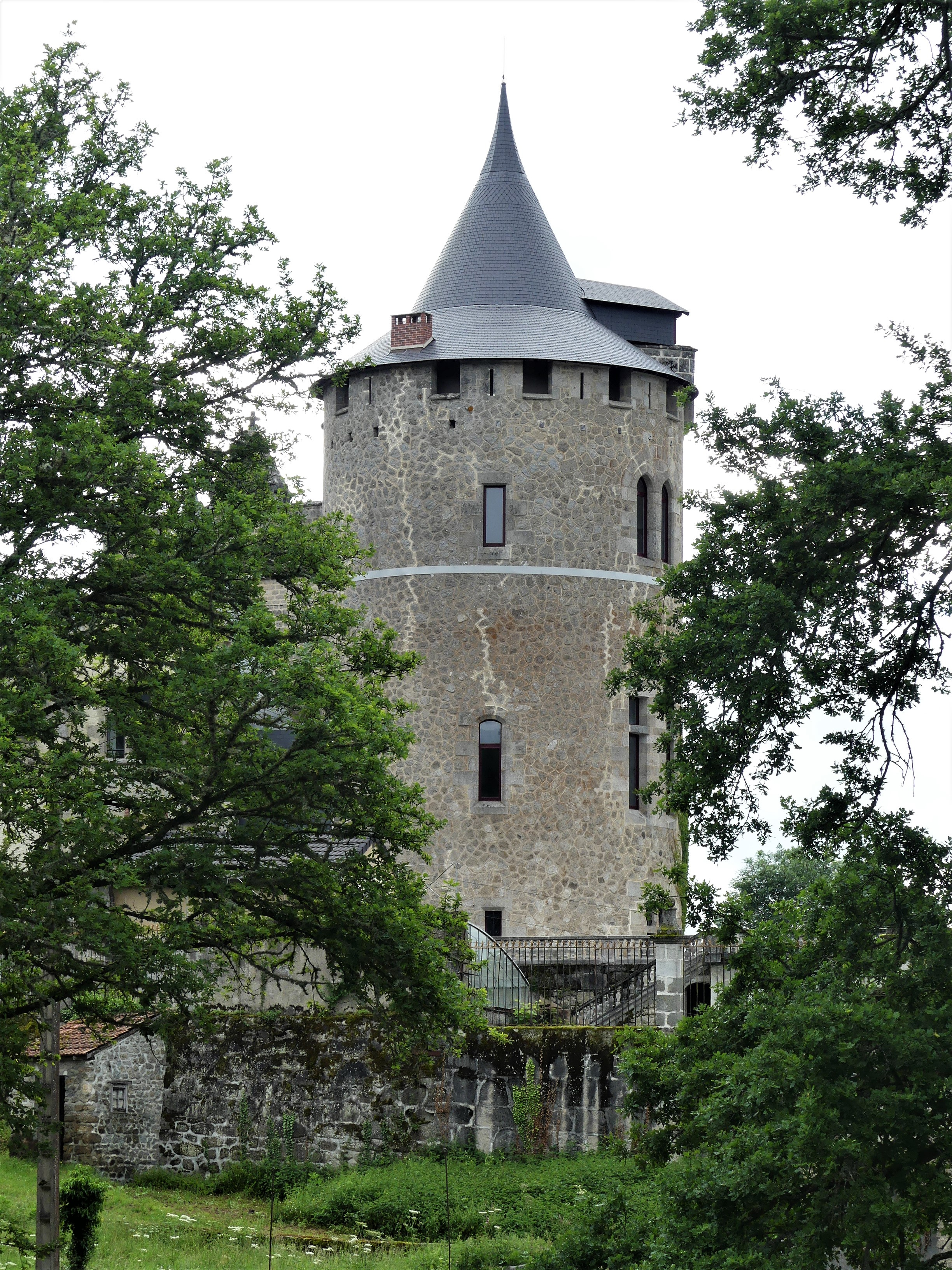
Donjon (mai 2018).
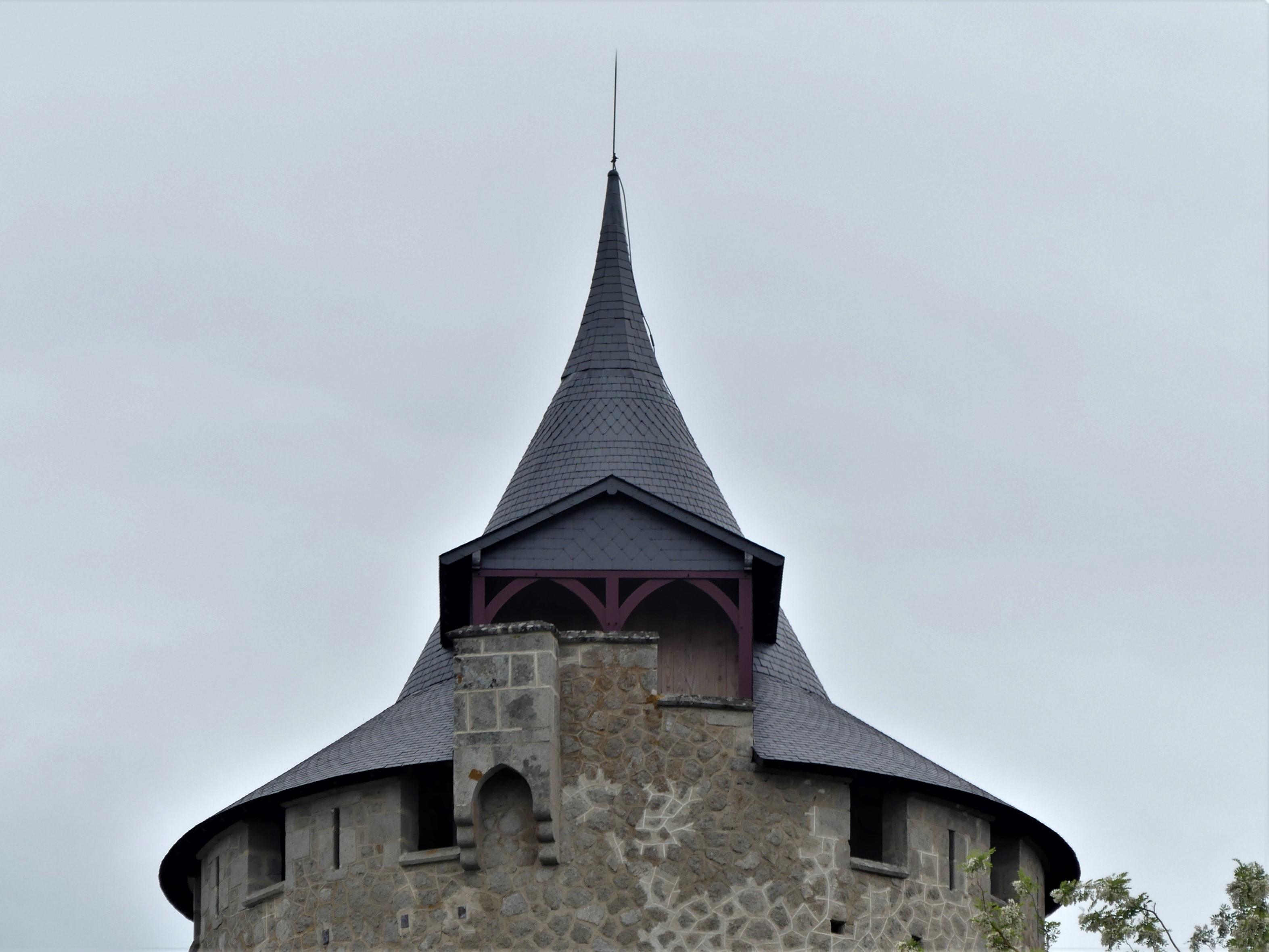
Toitures et limousineries (mai 2018).
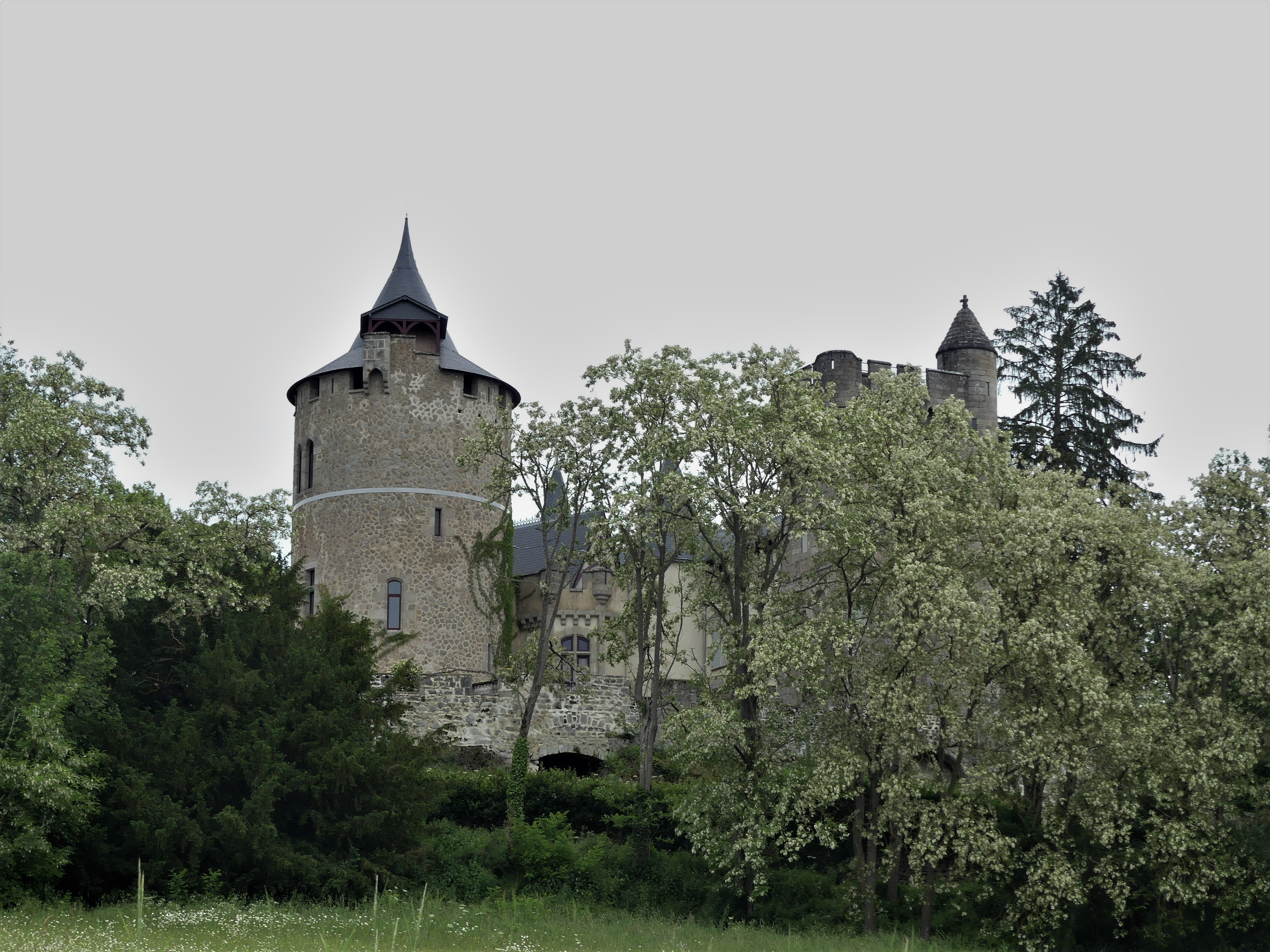
Vue générale (mai 2018).